# Trabajos de Prehistoria
Trabajos de Prehistoria (TP) és una revista científica espanyola creada el 1960 especialitzada en temes de prehistòria i arqueologia.
Es tracta d'una revista adscrita al Departament de Prehistòria de l'Institut d'Història del Consell Superior d'Investigacions Científiques (CSIC) des de la seva fundació pel professor, arqueòleg i prehistoriador Martín Almagro Basch en 1960. Fins a 1968 va tenir forma de sèrie monogràfica i, entre aquesta data i 1993, d'anuari. A partir de 1994 es converteix en l'única publicació semestral de la seva especialitat editada a la península Ibèrica. La seva aparició ininterrompuda al costat del seu caràcter general i la qualitat del seu contingut, l'han situat en una posició preeminent en el panorama peninsular i competitiva en el panorama internacional. És una revista especialitzada de consulta imprescindible per a tots aquells interessats en conèixer l'estat de la qüestió sobre la prehistòria i protohistòria de la Península Ibèrica.
Dona prioritat principalment als articles de síntesi, els estudis interdisciplinaris, els treballs de teoria i metodologia, i s'interessa pels enfocaments més innovadors d'aquesta disciplina que es troba en contínua evolució. S'ocupa també de les preocupacions dels prehistoriadors lligades amb la gestió del patrimoni arqueològic. A més, conté una secció especial de ressenyes i crònica científica.
Trabajos de prehistoria és una revista amb avaluació d'experts, que es troba indexada a la Web of Science (Thomson-ISI) A&HCI, SSCI i JCR, i SCOPUS. És la primera revista espanyola de l'àrea d'Arqueologia amb un factor d'impacte JCR.